# Jens Birkemose
Jens Birkemose (Copenaghen, 28 giugno 1943 – Parigi, 8 settembre 2022) è stato un pittore danese.

## Biografia
Originariamente iniziò a studiare pianoforte, teoria musicale e composizione. Più avanti frequentò la Det Kongelige Danske Kunstakademi a Copenaghen e l' Académie des beaux-arts di Parigi.
I suoi lavori traggono spunto dalla scuola di pittura di New York, famosa per le sue figure nascoste. 
Nel 1991 fu vincitore della prestigiosa medaglia Eckersberg e le sue opere vennero esposte nei musei più importanti della Danimarca, compreso il Statens Museum for Kunst. 
Nel 1976 Parigi divenne la sua residenza principale.